# 텍사스흙파는쥐
텍사스흙파는쥐 또는 텍사스주머니고퍼(Geomys personatus)는 흙파는쥐과에 속하는 설치류의 일종이다. 멕시코 타마울리파스주와 미국 텍사스주에서 발견된다.

## 특징
수컷은 꼬리 길이 약 11cm를 포함하여 약 32cm까지 자란다. 암컷은 약간 작고, 암수 모두 몸무게가 약 400g이다. 등 쪽 표면은 흐릿한 회색빛 갈색이고, 배 쪽은 진한 반점과 함께 희끄무레한 색을 띤다. 꼬리 특히 끝 부분은 털이 거의 없다. 윗쪽 앞니는 한 쌍의 홈이 나 있다.

## 분포
텍사스흙파는쥐는 북쪽의 미국 밸 베르드 카운티와 샌 파트리시오 카운티와 같은 텍사스주 남부와 멕시코의 가장 북쪽-동쪽 부분 타마울리파스주에서 발견된다. 멕시코만 머스탱 섬과 파드레 섬의 유사(流砂)에서 흔하게 발견된다.